# 贾斯廷·伦伯格
贾斯廷·伦伯格（英語：Justin Lemberg，1966年8月23日—），澳大利亚男子游泳运动员。他曾代表澳大利亚参加1984年夏季奥林匹克运动会游泳比赛，获得男子400米自由泳铜牌。